# Lust for Life (musikalbum av Lana Del Rey)

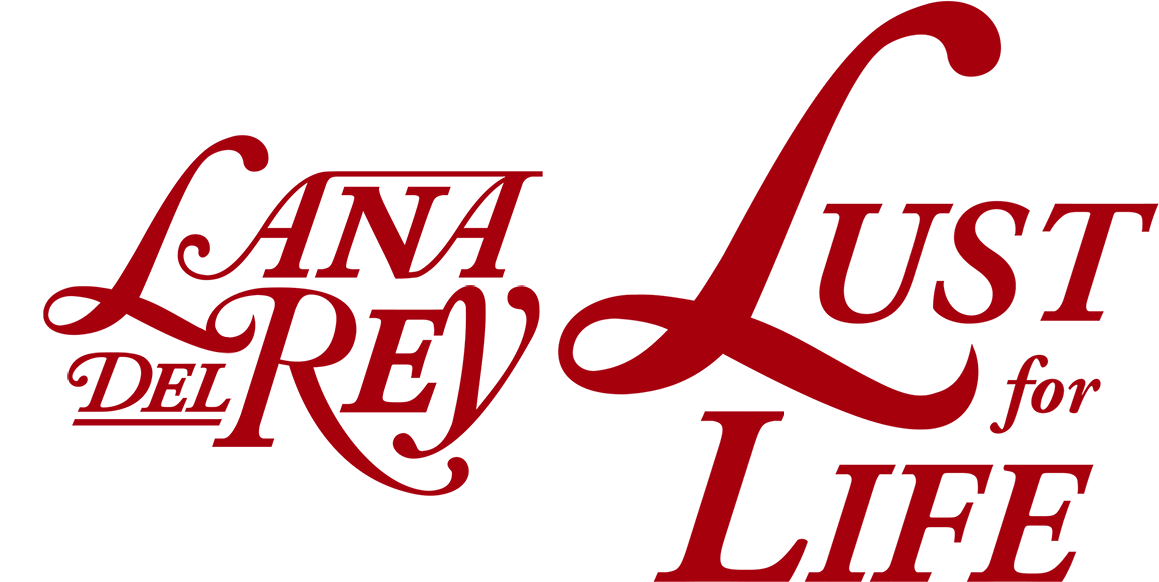

Lust for Life är det femte studioalbumet av Lana Del Rey, lanserat i juli 2017. Albumet debuterade på förstaplats på såväl den amerikanska som den brittiska albumlistan och det nådde topp 10-placering i många europeiska länder. Titelspåret som var ett samarbete med The Weeknd blev skivans största singelhit. I övrigt gavs även "Love" och "Summer Bummer" ut som singlar. På Metacritic snittar albumet 77/100, vilket indikerar ett generellt gott mottagande.

## Låtlista
1. "Love"
2. "Lust for Life"
3. "13 Beaches"
4. "Cherry"
5. "White Mustang"
6. "Summer Bummer"
7. "Groupie Love"
8. "In My Feelings"
9. "Coachella – Woodstock in My Mind"
10. "God Bless America – and All the Beautiful Women in It"
11. "When the World Was at War We Kept Dancing"
12. "Beautiful People Beautiful Problems"
13. "Tomorrow Never Came"
14. "Heroin"
15. "Change"
16. "Get Free"

## Listplaceringar
- Danmark: 5[2]
- VG-lista, Norge: 1[3]
- Sverigetopplistan: 1[4]
- UK Albums Chart, Storbritannien: 1[5]
- Billboard 200, USA: 1[6]